# ヨックモック (企業)
株式会社ヨックモック（Yoku Moku）は洋菓子の製造・販売を手掛ける日本の企業である。

## 概説
葉巻のような形のクッキー「シガール」を代表とする焼き菓子は、日本各地の百貨店等で取り扱われている。東京都にある本店にはティールームがあり、オリジナルのクッキーやケーキも提供されている。スウェーデン北部にある町の名前「ヨックモック」が、社名の由来である。
不動産事業も行っており、東京都にテナントビル「YMスクウェア」を2店舗展開する。
2009年からヨックモックホールディングスを持株会社とする新体制とし、1工場1社制だったのを1社に統合した。

## 沿革
- 1934年 - 藤縄商店として創業[3]。
- 1957年8月 - 東京工場（東京都足立区梅島）完成。
- 1969年8月 - 百貨店向けの菓子販売会社として、初代株式会社ヨックモック設立。同年11月「シガール」販売開始。社名は、富山県出身の菓子職人で創業者である藤縄則一が訪問したスウェーデンの街の名前から命名した。
- 1972年9月 - 今市工場（栃木県日光市）操業開始。
- 1978年3月 - 東京都港区に本社ビルを建築。
- 1979年3月 - 粟野工場（現:鹿沼工場、栃木県鹿沼市）操業開始。
- 1983年11月 - アメリカに現地法人YOKU MOKU USA Co.,Ltd.(現YOKU MOKU OF AMERICA INC.)を設立。
- 1984年10月 - 株式会社ステージワイツウを設立。
- 1986年11月 - アメリカ合衆国カリフォルニア州ロサンゼルス郡ビバリーヒルズ市に日本国外として初の店を構える。
- 2001年1月 - 東京都渋谷区原宿に「YMスクウェア原宿」オープン。
- 2006年8月 - 東京都千代田区九段北に本社を移転。
- 2007年5月 -「アンリ・ルルー」日本1号店を東京都新宿区の伊勢丹に開店[4]。
- 2009年9月 - 今市工場を運営する株式会社ヨックモック今市が、初代株式会社ヨックモックを吸収合併。新たに株式会社ヨックモックを設立。
- 2009年10月 - 株式会社ステージワイツウが株式会社ヨックモックホールディングスに商号変更し、持株会社となる。
- 2009年11月 - 東京都渋谷区原宿に「YMスクウェア表参道」オープン。
- 2010年11月 - 株式会社ヨックモック今市が、株式会社ヨックモック東京（東京工場）と株式会社ヨックモック粟野（粟野(鹿沼)工場）を吸収合併し、株式会社ヨックモッククレアに商号変更[5]。
- 2011年3月 - 今市工場を閉鎖し、新たに日光工場が操業開始。
- 2015年11月 - パティスリー「UN GRAIN｜アン グラン」を東京都港区にオープン[6]。
- 2015年11月 - 藤縄武士専務が27日付で社長に昇格[7]。

## 展開ブランド・商品
- ヨックモック

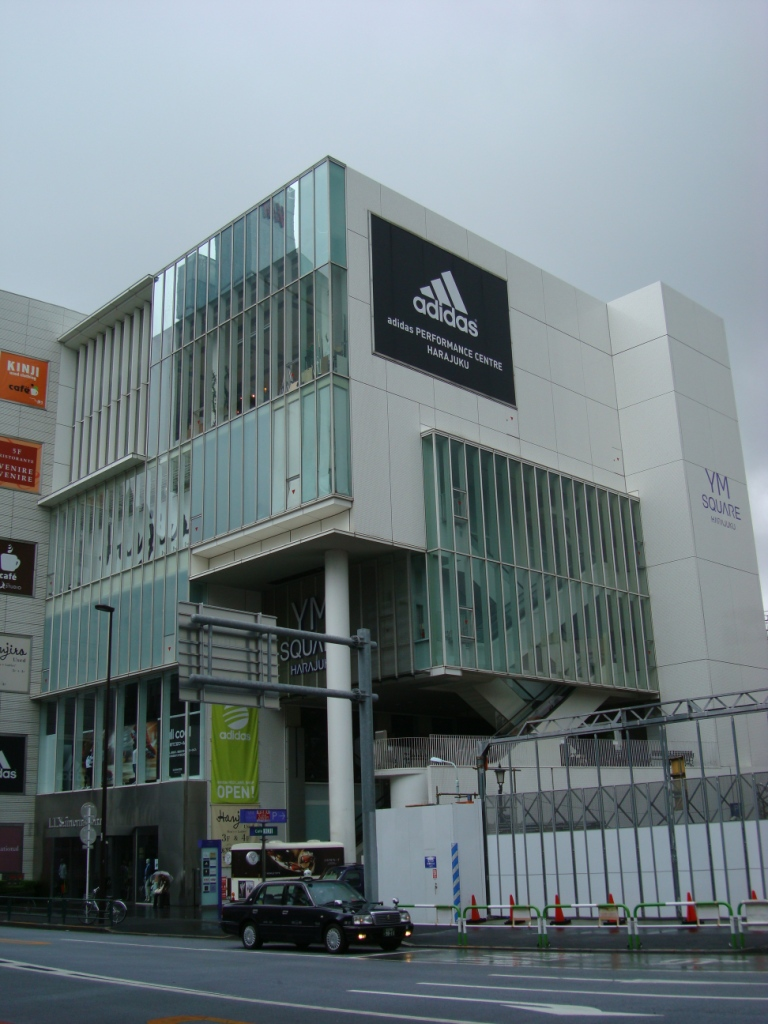
YMスクェア原宿（東京都渋谷区）

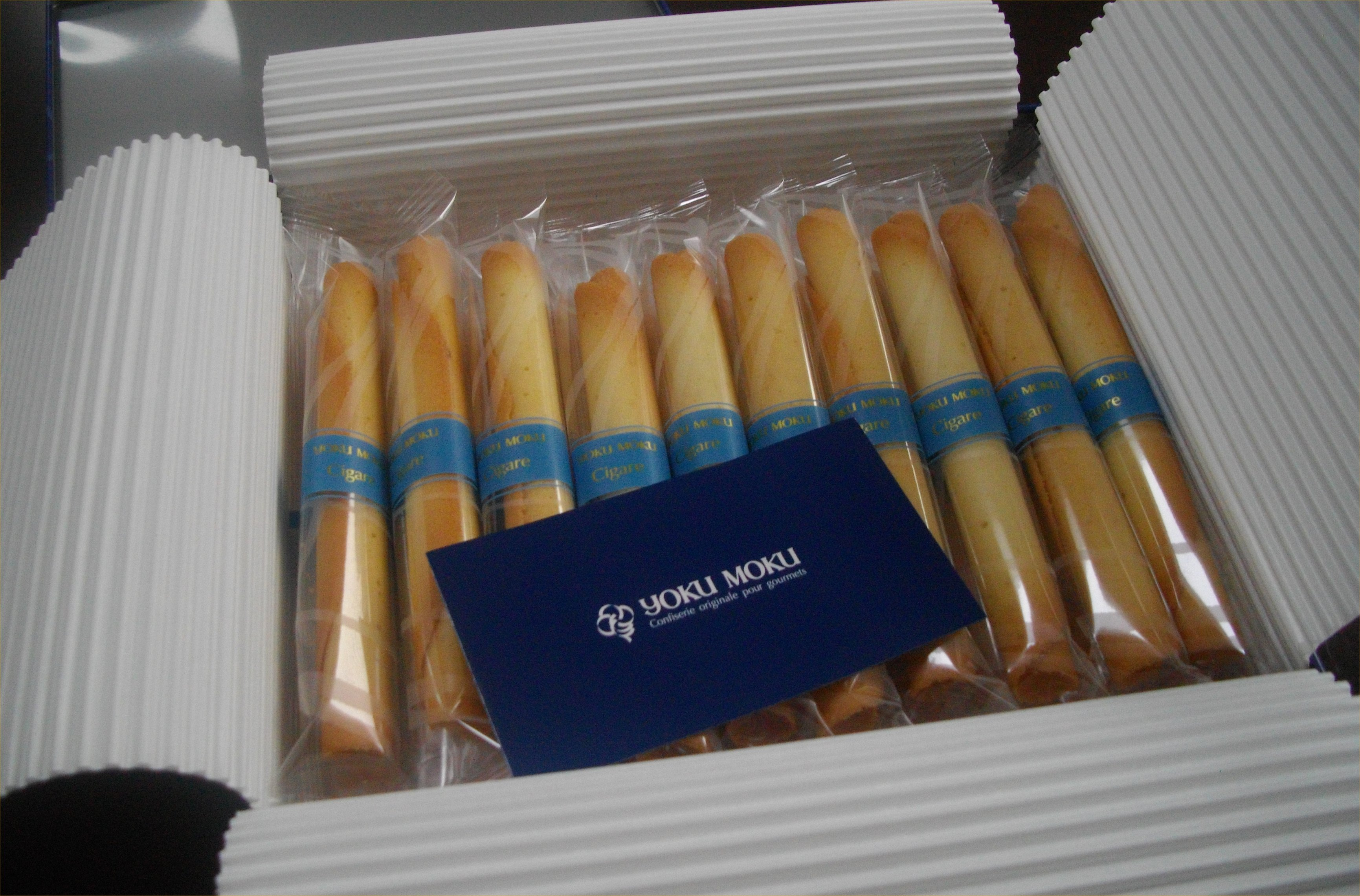
ヨックモックのシガール

  - シガール - 葉巻のように巻いたクッキー[3]。
  - ドゥーブル - チョコレートをサンドした薄いクッキー。
  - ポーム ド テール - 洋酒に漬け込んだのフルーツとマジパンの菓子 季節限定
- Wa・Bi・Sa
- アンリ・ルルー

## 事業所
青山本店
東京都港区南青山5丁目3番3号
ヨックモックの旗艦店であり、登記上の本店でもある。
本社
東京都千代田区九段北1丁目8番10号 住友不動産九段ビル5F
ヨックモックホールディングスの本社もここに所在。
西日本営業所
大阪市淀川区宮原3-5-36 新大阪トラストタワー12F

## 関連会社
- 株式会社ヨックモックホールディングス - 持株会社
- 株式会社ヨックモッククレア - 各工場の運営
  - 東京工場 - 東京都足立区梅島。焼き菓子・生ケーキ等の菓子製造を担当
  - 日光工場 - 栃木県日光市。「シガール」等の菓子製造を担当
  - 鹿沼工場 - 栃木県鹿沼市。「ドゥーブル」等の菓子製造を担当
- 株式会社フジリコー・トレーデイング - 製品・原材料等の輸入販売
- YOKUMOKU OF AMERICA INC. - 米国法人
- 株式会社タトウ - ソフトウェア開発